# Морзилара (Вибо Валенција)
Морзилара је насеље у Италији у округу Вибо Валенција, региону Калабрија.
Према процени из 2011. у насељу је живело 449 становника. Насеље се налази на надморској висини од 365 м.